# Gibret
Gibret est une commune française rurale, située dans le département des Landes en région Nouvelle-Aquitaine.
Ses habitants sont appelés les Gibrétoises et les Gibrétois.

## Géographie

### Localisation
Commune située dans la Chalosse, à une altitude qui va de 31 à 102 mètres. La grande ville la plus proche est Dax, située à environ 19 km. Le climat est océanique avec des étés tempérés.
En outre, Gibret est située à proximité du parc naturel régional des Landes de Gascogne. Le Bois de Labarthe est à environ 6,6 km.

### Communes limitrophes
Les communes limitrophes sont  Baigts, Donzacq, Montfort-en-Chalosse et Poyartin.
|          | Montfort-en-Chalosse |        |
| Poyartin | Gibret               | Baigts |
|          | Donzacq              |        |

### Hydrographie
Le ruisseau de Cazeaux, affluent droit du Luy, traverse les terres de la commune.

### Climat
Pour des articles plus généraux, voir Climat de la Nouvelle-Aquitaine et Climat des Landes.
Historiquement, la commune est exposée à un climat océanique aquitain.  
En 2020, Météo-France publie une typologie des climats de la France métropolitaine dans laquelle la commune est exposée à un climat océanique et est dans la région climatique  Aquitaine, Gascogne, caractérisée par une pluviométrie abondante au printemps, modérée en automne, un faible ensoleillement au printemps, un été chaud (19,5 °C), des vents faibles, des brouillards fréquents en automne et en hiver et des orages fréquents en été (15 à 20 jours).
Pour la période 1971-2000, la température annuelle moyenne est de 13,4 °C, avec une amplitude thermique annuelle de 14,6 °C. Le cumul annuel moyen de précipitations est de 1 202 mm, avec 12,3 jours de précipitations en janvier et 7,5 jours en juillet. Pour la période 1991-2020, la température moyenne annuelle observée sur la station météorologique la plus proche, située sur la commune de Bégaar à 16 km à vol d'oiseau, est de 13,8 °C et le cumul annuel moyen de précipitations est de 1 114,1 mm,. Pour l'avenir, les paramètres climatiques de la commune estimés pour 2050 selon différents scénarios d’émission de gaz à effet de serre sont consultables sur un site dédié publié par Météo-France en novembre 2022.

## Urbanisme

### Typologie
Au 1er janvier 2024, Gibret est catégorisée commune rurale à habitat très dispersé, selon la nouvelle grille communale de densité à sept niveaux définie par l'Insee en 2022.
Elle est située hors unité urbaine et hors attraction des villes,.

### Occupation des sols

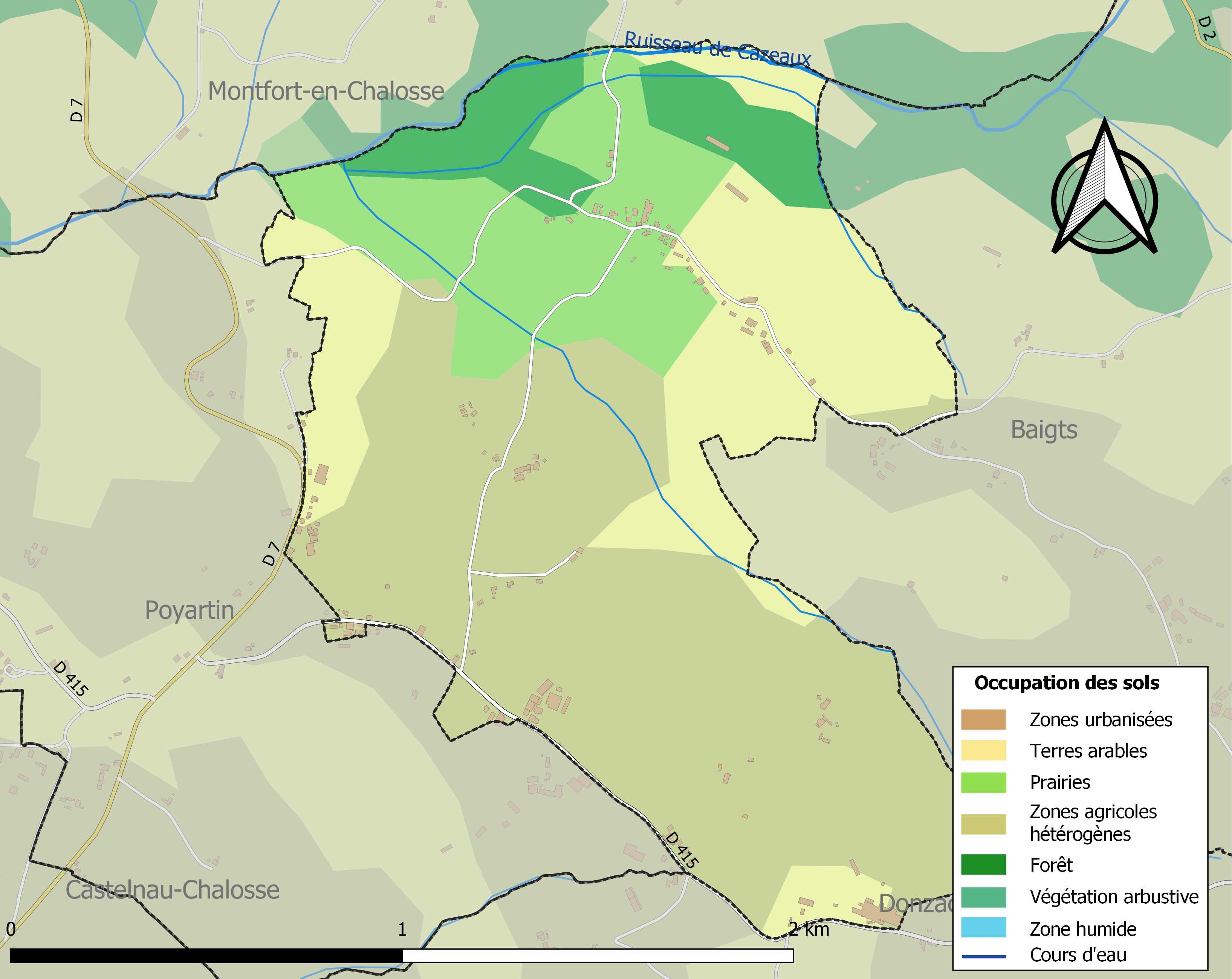
Carte des infrastructures et de l'occupation des sols de la commune en 2018 (CLC).

L'occupation des sols de la commune, telle qu'elle ressort de la base de données européenne d’occupation biophysique des sols Corine Land Cover (CLC), est marquée par l'importance des territoires agricoles (91,4 % en 2018), une proportion identique à celle de 1990 (91,4 %). La répartition détaillée en 2018 est la suivante : zones agricoles hétérogènes (50,3 %), terres arables (24,2 %), prairies (16,9 %), forêts (8,6 %). L'évolution de l’occupation des sols de la commune et de ses infrastructures peut être observée sur les différentes représentations cartographiques du territoire : la carte de Cassini (XVIIIe siècle), la carte d'état-major (1820-1866) et les cartes ou photos aériennes de l'IGN pour la période actuelle (1950 à aujourd'hui).

### Risques majeurs
Le territoire de la commune de Gibret est vulnérable à différents aléas naturels : météorologiques (tempête, orage, neige, grand froid, canicule ou sécheresse), mouvements de terrains et séisme (sismicité faible). Un site publié par le BRGM permet d'évaluer simplement et rapidement les risques d'un bien localisé soit par son adresse soit par le numéro de sa parcelle.
Les mouvements de terrains susceptibles de se produire sur la commune sont des tassements différentiels.

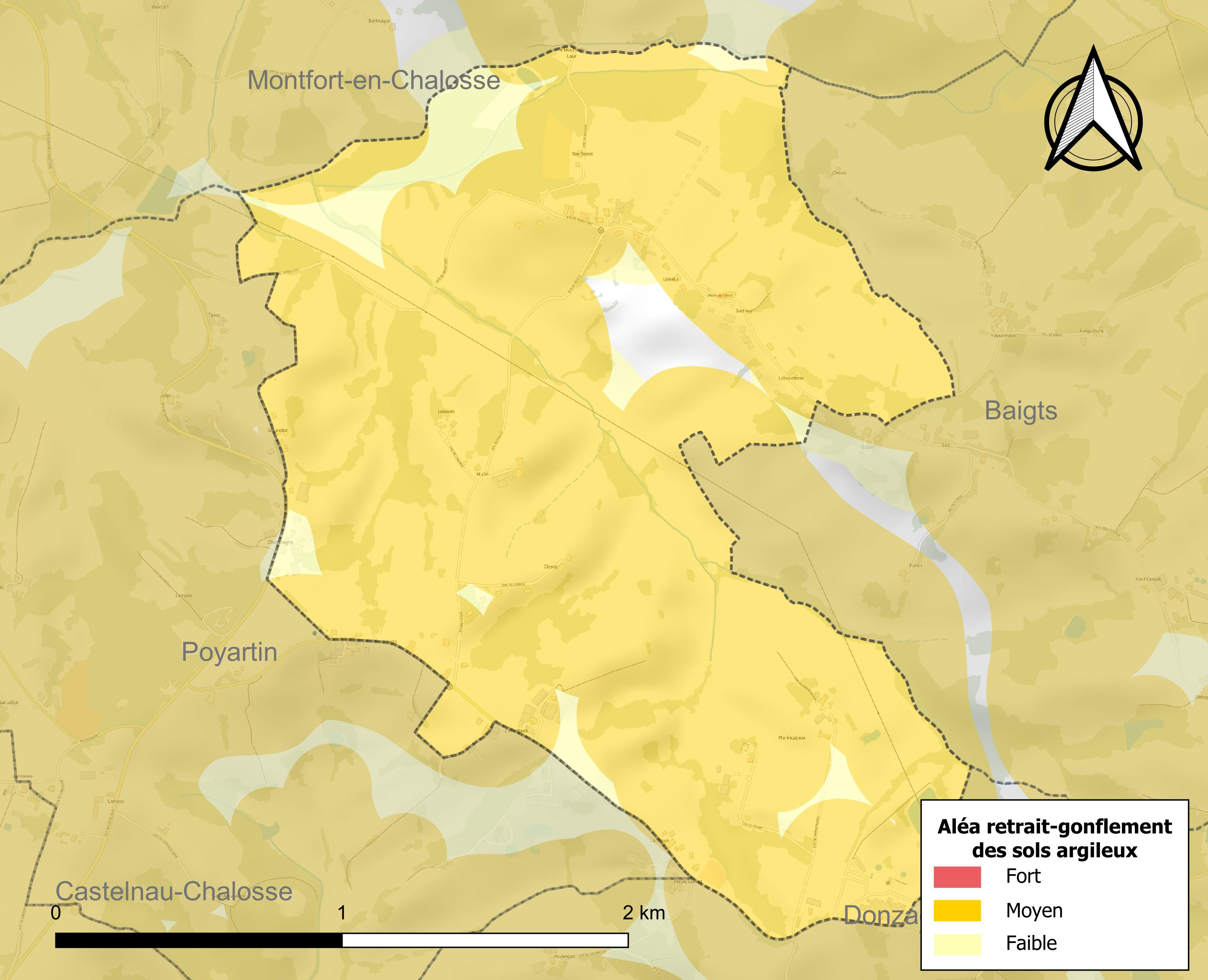
Carte des zones d'aléa retrait-gonflement des sols argileux de Gibret.

Le retrait-gonflement des sols argileux est susceptible d'engendrer des dommages importants aux bâtiments en cas d’alternance de périodes de sécheresse et de pluie. 91,6 % de la superficie communale est en aléa moyen ou fort (19,2 % au niveau départemental et 48,5 % au niveau national). Sur les 45 bâtiments dénombrés sur la commune en 2019,  40 sont en aléa moyen ou fort, soit 89 %, à comparer aux 17 % au niveau départemental et 54 % au niveau national. Une cartographie de l'exposition du territoire national au retrait gonflement des sols argileux est disponible sur le site du BRGM,.
La commune a été reconnue en état de catastrophe naturelle au titre des dommages causés par les inondations et coulées de boue survenues en 1998, 1999 et 2009 et par des mouvements de terrain en 1999 et 2020

## Politique et administration
| Période                                  | Période  | Identité      | Étiquette | Qualité                   |
| ---------------------------------------- | -------- | ------------- | --------- | ------------------------- |
| Les données manquantes sont à compléter. |          |               |           |                           |
| 1977                                     | 2008     | Charles Dagès |           | Retraité de l'agriculture |
| mars 2008                                | 2020     | Daniel Gibier | DVD       | Retraité du bâtiment      |
| 2020                                     | En cours | Didier Aboze  |           |                           |

## Démographie
| 1793 | 1800 | 1806 | 1821 | 1831 | 1836 | 1841 | 1846 | 1851 |
| ---- | ---- | ---- | ---- | ---- | ---- | ---- | ---- | ---- |
| 220  | 226  | 237  | 224  | 274  | 252  | 292  | 252  | 241  |

| 1856 | 1861 | 1866 | 1872 | 1876 | 1881 | 1886 | 1891 | 1896 |
| ---- | ---- | ---- | ---- | ---- | ---- | ---- | ---- | ---- |
| 228  | 240  | 225  | 231  | 245  | 243  | 196  | 199  | 207  |

| 1901 | 1906 | 1911 | 1921 | 1926 | 1931 | 1936 | 1946 | 1954 |
| ---- | ---- | ---- | ---- | ---- | ---- | ---- | ---- | ---- |
| 204  | 193  | 181  | 157  | 156  | 146  | 139  | 129  | 131  |

| 1962 | 1968 | 1975 | 1982 | 1990 | 1999 | 2004 | 2006 | 2009 |
| ---- | ---- | ---- | ---- | ---- | ---- | ---- | ---- | ---- |
| 127  | 118  | 109  | 107  | 102  | 83   | 91   | 93   | 102  |

| 2014 | 2019 | 2022 | - | - | - | - | - | - |
| ---- | ---- | ---- | - | - | - | - | - | - |
| 105  | 101  | 98   | - | - | - | - | - | - |

## Économie
Les principaux secteurs d'activité des habitants de la commune sont l'agriculture, la fabrication et la gestion. Les entreprises locales sont dans les secteurs de la culture et la production animale, les activités immobilières et la restauration.

## Indications Géographiques Protégées (IGP)
Les IGP présentes sur le territoire de Gibret sont les suivantes :
- Viandes : le bœuf de Chalosse, le canard à foie gras du Sud-Ouest, les volailles de Gascogne et les volailles des Landes.
- Produits à base de viande : le jambon de Bayonne.
- Fruits et légumes : le kiwi de l'Adour et les asperges des sables des Landes.
- Vins : le comté Tolosan blanc, rosé et rouge et les Landes blanc, rosé et rouge.

## Lieux et monuments
- Église Saint-Jean-Baptiste de Gibret : construite au XVIIe siècle, elle a été rénovée de 2010 à 2013[23].

### À l'extérieur de la commune
- Le musée de la Chalosse à Montfort-en-Chalosse, situé à environ 3 km de Gibret.

## Risques naturels et technologiques répertoriés à Gibret
La sismicité est faible.
Parmi les risques naturels et technologiques répertoriés, on dénombre les mouvements de terrain, les phénomènes liés à l'atmosphère et le transport de marchandises dangereuses.

## Catastrophes naturelles
Les catastrophes naturelles passées à Gibret comprennent notamment les inondations et chocs mécaniques liés à l'action des vagues fin janvier 2009, les inondations, coulées de boue et mouvements de terrain de fin décembre 1999 ainsi que les inondations et coulées de boue de juin 1998.